# 아서 콕스 (배우)
아서 콕스 (Arthur Cox, 1934년 4월 7일 ~ 2021년 4월 9일)는 영국의 배우로, 1950년대 중반부터 2020년까지 텔레비전과 연극무대에서 다양한 역할을 맡았다.

## 생애
콕스는 1934년 4월 북아일랜드 다운주 밴브리지에서 태어났다. 1950년대 중반 벨파스트에서 연극 배우로 데뷔했으며, 아서 밀러의 희곡 다리 위에서 바라본 풍경에 출연했다. 1955년에는 아일랜드 더블린으로 처음 건너가 '헨리 4세의 가면무도회' (The Masquerade of Henry IV)에서 오르둘토 역을 맡았다.
1958년 TV 드라마 새터데이 플레이하우스에 허시 역으로 처음 출연하면서 TV 무대에 데뷔하였고, 1978년 드라마 워드하우스 플레이하우스의 에피소드 'The Smile that Wins'에서 재스퍼 애들턴 경 (Sir Jasper Addleton)을 연기하였다. 1980년대부터는 드라마 아가사 크리스티의 부부 탐정에서 매리어트 경위 역으로, 예스 미니스터에서 짐 해커 장관의 운전사 조지 역으로 출연하면서 출연경력이 한껏 두터워졌다.
닥터 후에서는 1968년 에피소드 The Dominators에서 컬리 역으로 출연하였으며, 그로부터 42년 뒤인 2010년 에피소드 "The Eleventh Hour"에서도 헨더슨 씨 역으로 오랜만에 출연하였다.
2021년 4월 9일, 87세 생일을 맞이한 지 이틀 만에 세상을 떠났다.